# Trofeu Universitat de València
El Trofeu Universitat de València és un campionat anual d'escala i corda creat el 2006 per ValNet, patrocinat per la Universitat de València i disputat al trinquet de Pelayo. El sistema de competició és de tres partides, dos semifinals i una final, amb premis a la corda i galeries prohibides.
|    | A.   | Campions                    | Res.    | Subcampions              |
| -- | ---- | --------------------------- | ------- | ------------------------ |
| 13 | 2018 | Pere Roc II, Jesús i Carlos | 60 × 35 | Puchol II i Héctor       |
| 12 | 2017 | Puchol II i Nacho           | 60 × 45 | Marc, Javi i Héctor II   |
| 11 | 2016 | Marc, Dani i Nacho          | 60 × 55 | Francés, Javi i Carlos   |
| 10 | 2015 | Fageca, Javi i Monrabal     | 60 × 30 | Puchol II i Santi        |
| 09 | 2014 |                             | ×       |                          |
| 08 | 2013 |                             | ×       |                          |
| 07 | 2012 | Soro III i Dani             | 60 × 50 | Álvaro, Jesús i Tomàs II |
| 06 | 2011 | Núñez, Nacho i Solaz        | 60 × 25 | Santi II, Félix i Héctor |
| 05 | 2010 | León i Félix                | 60 × 55 | Colau i Javi             |
| 04 | 2009 | Genovés II i Solaz          | 60 × 45 | Soro III i Dani          |
| 03 | 2008 | Víctor i Dani               | 60 × 40 | Miguel, Raül II i Oñate  |
| 02 | 2007 | Genovés II i Grau           | 60 × 50 | Víctor, Solaz i Oñate    |
| 01 | 2006 | Pedro, Jesús i Tino         | 60 × 40 | León i Sarasol II        |

En la final del 2008 Grau jugava amb Miguel i Raül II, però es va lesionar en el tercer quinze i no va poder continuar la partida. Així que l'organització remodelà els equips i Oñate (en un principi en l'equip rival) el substituí, jugant un trio contra una parella.
La final de la IV edició (2009), fon qualificada de «memorable» per Bausset.
L'any 2016 aplegaren a la final dos trios amb sengles rests jóvens, Marc i Francés, en una altra partida dipsutada que acabà amb el resultat just, 60 per 55 per als blaus (Marc, Dani i Nacho).
La XII edició (2017) començà dijous 11 de maig amb la partida entre Puchol II amb Nacho i Genovés II i Santi, guanyada pels rojos 60-35; dissabte 13 tingué lloc l'altra semifinal, en la qual Soro III i Jesús perderen 40 per 60 front a Marc, Javi i Héctor II. La final es disputà una setmana més tard, dissabte 20, amb la victòria de la parella sobre el trio.

## Regles específiques
El Trofeu Universitat de València compta amb unes regles específiques que afavoreixen una major disputa dels quinzes i, per tant, una major espectacularitat:
- Puntuació inicial: Les partides comencen amb empat a 3 jocs, 15-15.
- Galeries prohibides: No és permés d'enviar la pilota a les galeries del dau o del rest, qui la hi llance perd el quinze.

2006
|  | Semifinals | Semifinals        |    |  | Final               | Final |  |
|  |            |                   |    |  |                     |       |  |
|  |            |                   |    |  |                     |       |  |
|  |            |                   |    |  |                     |       |  |
|  |            |                   |    |  |                     |       |  |
|  |            |                   |    |  |                     |       |  |
|  |            |                   |    |  |                     |       |  |
|  |            |                   |    |  | Pedro, Jesús i Tino | 60    |  |
|  |            | León i Sarasol II | 40 |  |                     |       |  |
|  |            |                   |    |  |                     |       |  |
|  |            |                   |    |  |                     |       |  |
|  |            |                   |    |  |                     |       |  |
|  |            |                   |    |  |                     |       |  |
|  |            |                   |    |  |                     |       |  |
|  |            |                   |    |  |                     |       |  |

2018
|  | Semifinals               | Semifinals               |    |  | Final               | Final |  |
|  |                          |                          |    |  |                     |       |  |
|  | Dijous 5 d'abril         |                          |    |  |                     |       |  |
|  | Pere Roc, Jesús i Carlos | 60                       |    |  |                     |       |  |
|  | Marc, Raul i Tomàs II    | 40                       |    |  |                     |       |  |
|  |                          |                          |    |  |                     |       |  |
|  |                          |                          |    |  | Dissabte 14 d'abril |       |  |
|  |                          |                          |    |  | Puchol II i Héctor  | 35    |  |
|  |                          | Pere Roc, Jesús i Carlos | 60 |  |                     |       |  |
|  |                          |                          |    |  |                     |       |  |
|  |                          |                          |    |  |                     |       |  |
|  |                          |                          |    |  |                     |       |  |
|  | Dissabte 7 d'abril       |                          |    |  |                     |       |  |
|  | Puchol II i Héctor       | 60                       |    |  |                     |       |  |
|  | Francés, Javi i Bueno    | 40                       |    |  |                     |       |  |